# Edsvalla
Edsvalla är en tätort i Karlstads kommun i Nors socken. Edsvalla ligger två mil utanför Karlstad intill Norsälven. I Edsvalla finns bland annat ÖoB. 
Under Edsvalla Bruk finns Värmlands kanske största stenålders boplats (se RAÄ fornsök). Den är något undersökt varvid man påträffade underlag för en boplats.
Edsvalla Bruk bestod av Övre Fallet (Mörnersberg), nu under vatten, och Nedre Fallet.
Orten har sitt ursprung i ett järnbruk med privilegium från 1673, och senare ett pappersbruk. Det senare lades, trots stora investeringar i början av 1960-talet, ned den 7 december 1966.
Under 1600-talet uppfördes en sågkvarn för Edsvallas Bruks byggnader. Den utgjorde ett underlag för Edsvalla såglag. Den blev under 1700- och 1800-talet Värmlands största kanske såg med över 20 ramar. Samtidigt nedlades cirka 20 sågar i Fryksdalen för att koncentreras till Edsvalla tillsammans med timmerhantering. Under 1800-talet transporterades brädor från sågen och timmer till Vänersborg. Sågen är nu nedlagd.
Edsvalla Övre bestod före 1850 av tegeltillverkning, en stor kvarn och ett stort sågverk (Värmlands största). Före 1800 fanns en stångjärnssmedja även vid övre fallet. Flera smeder är med i husförhörslängderna. Mitt i Norsälven byggdes en stor bro mellan älvens båda sidor. Från öster anslöt en väg från Kil. Från väster anslöt en väg från norr. Båda vägarna försåg Övre Fallet med råmaterial, samt mjöl och tegelstenar och takpannor transporterades till närområdet. Mitt i älven uppfördes en slipmassefabrik, som ersattes av en ny fabrik i Edsvalla bruks södra delar. En linbana från höjderna omkring transporterade material till- och från fabrikerna i Övre Fallet.

## Befolkningsutveckling
| Befolkningsutvecklingen i Edsvalla 1960–2020                                   | Befolkningsutvecklingen i Edsvalla 1960–2020 | Befolkningsutvecklingen i Edsvalla 1960–2020 | Befolkningsutvecklingen i Edsvalla 1960–2020 | Befolkningsutvecklingen i Edsvalla 1960–2020 |
| ------------------------------------------------------------------------------ | -------------------------------------------- | -------------------------------------------- | -------------------------------------------- | -------------------------------------------- |
|                                                                                |                                              |                                              |                                              |                                              |
| År                                                                             |                                              |                                              | Folkmängd                                    | Areal (ha)                                   |
| 1960                                                                           | 1960                                         |                                              | 1 025                                        |                                              |
| 1965                                                                           | 1965                                         |                                              | 990                                          |                                              |
| 1970                                                                           | 1970                                         |                                              | 945                                          |                                              |
| 1975                                                                           | 1975                                         |                                              | 970                                          |                                              |
| 1980                                                                           | 1980                                         |                                              | 997                                          |                                              |
| 1990                                                                           | 1990                                         |                                              | 1 073                                        | 147                                          |
| 1995                                                                           | 1995                                         |                                              | 1 100                                        | 147                                          |
| 2000                                                                           | 2000                                         |                                              | 1 054                                        | 147                                          |
| 2005                                                                           | 2005                                         |                                              | 1 029                                        | 147                                          |
| 2010                                                                           | 2010                                         |                                              | 1 016                                        | 146                                          |
| 2015                                                                           | 2015                                         |                                              | 720                                          | 81                                           |
| 2020                                                                           | 2020                                         |                                              | 724                                          | 91                                           |
| Anm.: 2015 utbröts området Edsvalla Övre bruket och bildade en separat tätort. |                                              |                                              |                                              |                                              |

## Kända personer från Edsvalla
- Mats Jonsson, rallyförare, vinnare av Svenska rallyt samt svensk mästare ett flertal gånger.
- Gustaf Schröder, författare, bruksbokhållare och björnjägare, född i Väverbyggninga, Edsvalla Bruk 1824.[5]
- Jonas Brodin, ishockeyspelare Minnesota Wild